# Брунел, Адриан
А́дриан Бру́нел (англ. Adrian Brunel; 4 сентября 1892, Брайтон, Восточный Суссекс — 18 февраля 1958, Джерадс-Кросс, Бакингемшир) — английский кинорежиссёр и сценарист, изредка выступал как актёр, монтажёр, консультант и продюсер. Его ленты конца 1920-х годов высоко ценятся современными историками кино за новые решения, изысканность и остроумие. С началом эры звукового кино успех лент Брунела пошёл на спад. Многие картины режиссёра считаются утерянными.

## Биография
Адриан Брунел родился 4 сентября 1892 года в городе Брайтон (Восточный Суссекс). Учился в школе «Хэрроу». Мать Адриана, Эйди, преподавала драматическое искусство, поэтому мальчика с детства окружала сценическая среда, и он хотел стать актёром. После окончания школы Брунел работал журналистом в Брайтоне, потом перебрался в Лондон, где работал с биоскопами компании Moss Empires, что вызвало в нём интерес к кинематографу. В 1916 году он с другом открыл киностудию Mirror Films, которая в следующем году выпустила единственный фильм — «Цена поцелуя» — и закрылась. В 1920 году Брунел (вместе с актёром Лесли Говардом и сценаристом Аланом Милном) заключил контракт с киностудией Minerva Films. За первые три года работы он стал режиссёром восьми короткометражных лент, а в 1923 году состоялся его режиссёрский дебют в полнометражном кино — это стала весьма смелая, странная, но успешная картина «Человек без страсти». В 1926 году Брунела заметил известный продюсер Майкл Бэлкон, который уговорил режиссёра подписать контракт со студией Gainsborough Pictures. За три года Брунел создал для этой студии пять полнометражных крупнобюджетных фильмов с известными актёрами в главных ролях. Однако, руководство студии требовало от режиссёра «серьёзных» картин, а Брунел привык вносить в свои ленты изрядную долю юмора, сатиры, пародий, мультипликационных вставок, поэтому в 1929 году он расторг контракт.
С началом 1930-х годов пришла эпоха звукового кино. С этого момента карьера Брунела пошла на спад. Нет внятных объяснений, связано ли это с изменением формата картин, подхода к их созданию, или же виной этому стали козни обидевшейся Gainsborough Pictures. В 1933—1937 годах Брунел создал 17 фильмов типа quota quickies (халтура), в основном для студии Fox British. В 1940 году Брунел окончил свою карьеру как режиссёра, хотя его авторству принадлежит короткометражка «Джек Стерлинг: Белый Охотник» (1951) и один эпизод (1952) для телесериала Chevron Theatre. Как сценарист Брунел закончил также в 1940 году. Исключениями стали пропагандистская короткометражка «Жёлтый Цезарь» (1941; автор диалогов) и теле-короткометражка «До завтра» (1948).

### Личная жизнь и смерть
Жена — Джейн Драйден. Дата свадьбы неизвестна (1920 год или ранее), пара прожила в браке до самой смерти режиссёра, у них был один ребёнок, Кристофер (1920 — ?), который пошёл по стопам отца: работал монтажёром, сценаристом и телепродюсером, но никакими успехами отмечен не был.
Адриан Брунел скончался 18 февраля 1958 года в городке Джеррардс-Кросс (Бакингемшир).

## Избранная фильмография

### Режиссёр
- 1923 — Человек без страсти[англ.] / The Man Without Desire
- 1928 — Верная нимфа[англ.] / The Constant Nymph[3]
- 1929 — Кривое полено[англ.] / The Crooked Billet[4]
- 1930 — Приглашает «Элстри» / Elstree Calling (надзирающий режиссёр)
- 1935 — Пока родители спят[англ.] / While Parents Sleep
- 1939 — У льва есть крылья[англ.] / The Lion Has Wings
- 1941 — Жёлтый Цезарь[англ.] / Yellow Caesar (отдельные сцены)

### Сценарист
- 1923 — Человек без страсти[англ.] / The Man Without Desire
- 1925 — Мерзавец[англ.] / The Blackguard (Die Prinzessin und der Geiger) (в титрах не указан)
- 1928 — Верная нимфа[англ.] / The Constant Nymph[3]
- 1930 — Приглашает «Элстри» / Elstree Calling
- 1939 — У льва есть крылья[англ.] / The Lion Has Wings (в титрах не указан)
- 1941 — Жёлтый Цезарь[англ.] / Yellow Caesar (к/м; диалоги)

### Прочие работы
- 1923 — Человек без страсти[англ.] / The Man Without Desire — репортёр (актёр и монтажёр)
- 1942 — Первый из нескольких[англ.] / The First of the Few (консультант)
- 1943 — Слабый пол / The Gentle Sex (консультант)